# Ein Duke kommt selten allein (Film)
Ein Duke kommt selten allein (Originaltitel: The Dukes of Hazzard) ist eine US-amerikanische Actionkomödie aus dem Jahr 2005. Regie führte Jay Chandrasekhar, das Drehbuch schrieben Jonathan Davis und John O’Brien basierend auf den Charakteren der Fernsehserie Ein Duke kommt selten allein.

## Handlung
Das Stadtoberhaupt von Hazzard County, Boss Hogg, will die umliegenden Farmen in seinen Besitz bringen, um an die darunterliegenden Bodenschätze zu kommen. Die Cousins Bo und Luke Duke versuchen, diesen Plan zu vereiteln, damit ihr Onkel Jesse sein Hab und Gut behalten kann. Ihre Cousine Daisy unterstützt sie dabei. Per Zufall finden die beiden Cousins eine Bohrprobe in dem Safe von Hogg. Bo und Luke fahren nach Atlanta, um die Bohrproben untersuchen zu lassen und besuchen gleichzeitig ihre alte Freundin Katie. Die Untersuchung ergibt, dass es sich um Kohle handelt. Sie erfahren darauf von Hogg, als sie im Gefängnis sitzen, seinen Plan. Er will auf der Farm von Onkel Jesse eine Mine zum Abbau von Kohle errichten. Dies gelingt ihm aber nur, wenn er im Gericht einen Antrag stellt und keiner der Bürger von Hazzard County dagegen stimmt. Da alle Bürger aber auf der jährlichen Rallye sind, kann niemand den Antrag ablehnen. Bo und Luke kehren daraufhin zurück nach Hazzard County und vereiteln Hoggs Plan, indem sie nicht nur die Rallye gewinnen, sondern auch für die Ablehnung des Antrags sorgen – weshalb sie als Helden gefeiert werden.

## Kritiken
Roger Ebert schrieb in der Chicago Sun-Times vom 5. August 2005, der Film sei ein „gehirnloses, veraltetes Keuchen“ („lame-brained, outdated wheeze“). Willie Nelson und Burt Reynolds hätten klug genug sein sollen, sich davon fernzuhalten.
Das Lexikon des internationalen Films schrieb, der Film sei ein „Kinoableger einer amerikanischen Fernsehserie aus den 1970er-Jahren“ und „nicht mehr als turbulenter Unterhaltungstrash“.
Die Zeitschrift Cinema schrieb, der Film biete „absolut nichts Neues“, aber gebe „mächtig Gas“.
Prisma verreißt den Film mit den Worten: „Doch ebenso wie in der TV-Serie fehlt es an übermäßiger Spannung, plätschert das dümmliche Outlaw-Geplänkel so vor sich hin. So folgt ein blöder Gag dem nächsten, ein Verfolgungsstunt dem andern. Wer kaputte Autos und doofe Witze mag, ist hier gut aufgehoben.“

## Auszeichnungen
Im Jahr 2006 wurden Jessica Simpson als Erotischste Darstellerin (Sexiest Performance) und das aus Johnny Knoxville, Seann William Scott sowie Jessica Simpson bestehende Team für den MTV Movie Award nominiert. Jessica Simpson erhielt 2006 den Teen Choice Award. Sie gewann 2006 für ihre Version des Songs These Boots Are Made For Walkin den People’s Choice Award.
Die Deutsche Film- und Medienbewertung FBW in Wiesbaden verlieh dem Film das Prädikat wertvoll.
Der Film wurde im Jahr 2006 in sieben Kategorien für die Goldene Himbeere nominiert: in den Kategorien Schlechtester Film, Schlechteste Regie, Schlechtestes Drehbuch, Schlechteste Nebendarsteller (Burt Reynolds und Jessica Simpson), Schlechtestes Leinwandpaar (Jessica Simpson und ihre Daisy Dukes) und Schlechtestes Remake.

## Hintergründe
Der Film wurde in New Orleans, in Baton Rouge und in einigen anderen Orten in Louisiana sowie in Burbank, Kalifornien gedreht. Seine Produktionskosten betrugen schätzungsweise 53 Millionen US-Dollar. Der Film spielte in den Kinos weltweit ca. 110,6 Millionen US-Dollar ein, darunter ca. 80,3 Millionen US-Dollar in den USA.
Im Jahr 2007 wurde ein Prequel mit dem Titel Ein Duke kommt selten allein – Wie alles begann produziert. In Deutschland wurde der Film direkt auf DVD veröffentlicht.
Der General Lee ist ein Dodge Charger Baujahr 1969 mit 6,2 Liter (383 cubic inc.) Magnum Motor und 330 SAE PS, in dem im Verlauf der Geschichte ein 7,0 Liter (426 cubic inc.) HEMI Motor mit 425 SAE PS eingebaut wird.

## Synchronisation
Die deutschsprachige Synchronisation entstand bei der FFS Film- & Fernseh-Synchron nach einem Dialogbuch von Joachim Kunzendorf, der auch die Dialogregie übernahm.
| Darsteller            | Synchronsprecher         | Rolle                       |
| --------------------- | ------------------------ | --------------------------- |
| Johnny Knoxville      | Florian Halm             | Luke Duke                   |
| Seann William Scott   | Björn Schalla            | Bo Duke                     |
| Burt Reynolds         | Thomas Fritsch           | Jefferson Davis „Boss“ Hogg |
| Jessica Simpson       | Anna Carlsson            | Daisy Duke                  |
| Willie Nelson         | Eberhard Prüter          | (Onkel) Jesse Duke          |
| Alice Greczyn         | Maria Koschny            | Laurie Pullman              |
| Jacqui Maxwell        | Susanne Geier            | Annette                     |
| James Roday Rodriguez | Tobias Kluckert          | Billy Prickett              |
| David Koechner        | Lutz Schnell             | Cooter Davenport            |
| Michael Weston        | Bernhard Völger          | Deputy Enos Strate          |
| Michael Roof          | Karlo Hackenberger       | Dil Driscoll                |
| Joe Don Baker         | Uli Krohm                | Gouverneur Jim Applewhite   |
| Steve Lemme           | Dennis Schmidt-Foß       | Jimmy Pullman               |
| Nikki Griffin         | Uschi Hugo               | Katie Johnson               |
| Barry Corbin          | Jochen Schröder          | Mr. Pullman                 |
| Lynda Carter          | Katharina Koschny        | Pauline                     |
| Paul Soter            | Dirk Müller              | Reporter Rick Shakely       |
| Therial DeClouet      | Jan Spitzer              | Richter Locke Randolph      |
| Charlie Finn          | Matthias Hinze           | Royce                       |
| Kevin Heffernan       | Michael Iwannek          | Sheev                       |
| M. C. Gainey          | Roland Hemmo             | Sheriff Rosco P. Coltrane   |
| Junior Brown          | Engelbert von Nordhausen | Erzähler                    |